# Générest
Générest település Franciaországban, Hautes-Pyrénées megyében. Lakosainak száma 93 fő (2022. január 1.). Générest Lombrès, Saint-Bertrand-de-Comminges, Aventignan, Montégut, Sacoué, Seich és Tibiran-Jaunac községekkel határos.

## Népesség
A település népességének változása:
| Lakosok száma | 96   | 100  | 101  | 99   | 97   | 95   | 94   | 93   |
|               | 2013 | 2015 | 2017 | 2018 | 2019 | 2020 | 2021 | 2022 |